# Lords of Magic
Lords of Magic est un jeu vidéo de gestion et de stratégie tour par tour développé par Impressions Games et publié par Sierra On-Line le 19 novembre 1997. Le jeu se déroule dans le monde médiéval-fantastique d'Urak dans lequel s'affrontent huit seigneurs représentant chacun un élément. Comme Lords of the Realm II, le jeu combine des éléments de stratégie au tour par tour avec des combats se déroulant en temps réel. Le système de jeu de Lords of Magic se distingue néanmoins de celui des Lords of the Realm par l’ajout d’un système de héros inspiré des jeux de rôles.
Le jeu a été réédité sous le titre Lords of Magic: Special Edition en 1998, cette nouvelle version corrigeant les bugs du jeu original et incluant l'extension Les Légendes d'Urak.

## Trame
Lords of Magic prend place dans le monde imaginaire médiéval-fantastique d'Urak créé par Impressions Games et s'inspirant des œuvres de J. R. R. Tolkien. Celui-ci est le théâtre d'affrontement entre huit seigneurs, chacun d'eux représentant un élément de la nature : l'eau, le feu, la terre, l'air, le chaos, la mort, la vie et l'ordre. À chaque élément est associé un temple magique servant de lieu de culte pour ceux qui le vénèrent. Après 1 000 années de paix, l'équilibre d'Urak est rompu lorsque Balkoth, le seigneur de la mort, part à la conquête des terres de l'Ouest à la tête d'une armée de démons et de morts-vivants. Les sept seigneurs de l'Occident doivent alors tout mettre en œuvre pour le stopper sous peine de voir leur monde détruit,.

## Système de jeu
Comme Lords of the Realm II, Lords of Magic combine des éléments de jeu de gestion au tour par tour avec des combats se déroulant en temps réel. La phase de gestion se déroule sur une carte en 3D isométrique représentant la région du monde d'Urak à conquérir. Le système de jeu de Lords of Magic se distingue néanmoins de celui des Lords of the Realm par l’ajout d’un système de héros inspiré des jeux de rôles,.
Avant de débuter une partie, le joueur choisit d’abord une carte, qui peut être générée au hasard ou grâce à un éditeur de niveau. Le jeu ne propose en effet ni scénario prédéfinis, ni campagne. Une fois la carte choisie, il sélectionne une classe de personnage, parmi les trois disponible dans le jeu : guerrier, mage ou rôdeur. Le joueur doit ensuite choisir une nation, qui correspond à l’un des huit éléments du monde d’Urak, qui détermine les ressources et les troupes auxquelles il aura accès. Correspond à différentes régions du monde, ces nations forment des couples opposés : la vie et la mort, la loi et le chaos, le feu et l’eau et l’air et la terre. Seules sept d’entre elles sont accessibles au joueur, la dernière – la mort – étant réservé au seigneur de la mort, Balkoth. L’objectif du joueur est de vaincre ce dernier mais pour cela, il doit d’abord affronter les autres nations et se développer à leurs dépens. Chaque nation dispose de caractéristiques qui lui sont propres dans tous les domaines, que ce soit au niveau des troupes disponibles, de la magie, de l’architecture ou des champions qui la défende. Ainsi, la nation correspondant à la loi peut former des soldats ou des paladins et possède un style architectural inspiré du Moyen Âge, alors que troupes du feu s’abritent dans des grottes et sont constituées de barbares et de géants.
Au début d’une partie, le champion du joueur apparait à l’écran près de sa future capitale et est accompagné de quelques troupes. Son premier objectif est de libérer le temple correspondant à son élément, qui est occupé par les troupes de Balkoth, afin de reprendre le contrôle de son royaume. Pour cela, il doit effectuer quelques missions d’explorations dans les donjons des alentours. Ces missions se présentent sous forme de combats en temps réel qui lui permettent d’acquérir de l’expérience et de l’or, avec lequel il peut engager des mercenaires et ainsi réunir suffisamment de troupe pour libérer le temple. Une fois le temple repris, le joueur prend les commandes de son royaume dont il doit gérer les ressources et défendre les frontières. Quelle que soit la nation choisie, son royaume contient une capitale, une guilde des voleurs, des baraquements, une tour des mages, un collège mystique et un temple. La capitale est le lieu le plus important car elle permet de gérer l’économie du royaume. La guilde des voleurs permet de former des espions et des troupes d’attaque à distance ; les baraquements permettent de recruter les unités d’infanterie et de cavalerie ; la tour des mages donne accès à des magiciens et à des créatures fantastiques ; le collège permet de rechercher de nouveaux sorts : et le temple offre au joueur le soutien de la population. Outre ces lieux, le royaume abritent également des cavernes, des villages et des donjons qui sont initialement occupés par ses ennemis et qu’il peut libérer.
L’économie du royaume s’appuie sur cinq ressources : l’or, qui sert de monnaie d’échange ; la bière, pour le ravitaillement ; les cristaux pour l’énergie magique ; les volontaires pour la main d’œuvre ; et la célébrité qui offre au joueur le soutien populaire. La production des ressources s’effectue principalement dans la capitale. Celle-ci contient en effet un donjon où se rallient les volontaires ; un magistrat qui gère la popularité ; une taverne pour brasser la bière ; un temple où sont produits les cristaux enchantés ; et un marché qui génère des bénéfices. Au cours de ses expéditions, le joueur peut de plus prendre le contrôle de mines d’or ou de cristaux et de brasseries qui lui permettent d’augmenter sa production. Pour créer des unités, le joueur a besoin de volontaires qu’il doit d’abord former et qui doivent être ravitaillés à chaque tour de jeu. Il est également possible de faire appel à des mercenaires qui ne nécessitent ni volontaire, ni formation, mais dont le coût d’entretien est beaucoup plus élevés.
Si la phase de gestion s’effectue au tour par tour, les affrontements sont gérés en temps réel sur une carte en perspective isométrique du champ de bataille. Les unités sont alors commandées à la souris, par l’intermédiaire d’icône qui permet au joueur de donner des ordres comme attaquer, défendre et lancer un projectile ou un sort. Lors des combats, le joueur peut mettre le jeu en pause à tout moment. À l’issue de l’affrontement, un tableau récapitule son résultat, dont les pertes et les ressources récupérées. Les combats peuvent également être résolus automatiquement par l’ordinateur.

## Versions et extension
Développé par Impressions Games, la version originale de Lords of Magic est publiée par Sierra On-Line en novembre 1997 sur PC. Une version améliorée du jeu, baptisée Lords of Magic: Special Edition, est développée par Impressions Games et publiée par Sierra On-Line en mars 1998 sur PC. Cette réédition inclut une extension, baptisée les terres d’Urak, qui introduit notamment cinq campagnes inspiré de légendes comme L'Or du Rhin, les chevaliers de la Table ronde ou le cycle de Beowulf. Elle ajoute également huit nouveaux temples et dix-sept nouveaux monstres et intègre un éditeur de héros, qui vient s’ajouter à l’éditeur de niveau du jeu original. La réédition corrige également de nombreux bugs du jeu original, tout en améliorant certains aspects du gameplay, comme les systèmes de commerce et de diplomatie,.

## Accueil
| Lords of Magic        |      |       |
| Média                 | Nat. | Notes |
| Computer Gaming World | US   | 1/5   |
| Game Revolution       | US   | B+    |
| GameSpot              | US   | 63 %  |
| Gen4                  | FR   | 80 %  |
| Joystick              | FR   | 47 %  |
| PC Player             | FR   | 10/20 |
| Power Play            | GER  | 85 %  |
| Special Edition       |      |       |
| CD Mag                | US   | 80 %  |
| Computer Gaming World | US   | 3/5   |
| GameSpot              | US   | 70 %  |
| PC Gameworld          | US   | 88 %  |